# Brian Kilrea
Temple de la renommée : 2003
Temple de la renommée LAH : 2018
Brian Kilrea (né le 21 octobre 1934 à Ottawa, dans la province de l'Ontario au Canada) est un joueur professionnel retraité de hockey sur glace, il fut entraîneur-chef durant plus de trente ans et a également agit comme directeur-général des 67 d'Ottawa de la Ligue de hockey de l'Ontario. Kilrea fait toujours partie de l'organisation et agit maintenant comme consultant avec les 67's d'Ottawa.

## Carrière de joueur
Après avoir vu ses oncles Hec, Wally et Ken Kilrea atteindre la Ligue nationale de hockey, jouant tous trois pour les Red Wings de Détroit entre 1936 et 1938, Brian Kilrea décide de suivre leurs pas et se découvre rapidement des talents de hockeyeur.
Complétant son parcours junior avec les Tiger Cubs de Hamilton de l'Association de hockey de l'Ontario, il rejoint en 1955 les Bruins de Troy de la Ligue internationale de hockey pour qui il évolue durant trois saisons. Au cours de la dernière année, il rejoint pour une rencontre les Red Wings de Détroit.
De retour pour une dernière année avec les Bruins, il se démarque en inscrivant 33 buts, et ses 93 points obtenus au cours de cette saison lui valent d'obtenir une nomination dans la deuxième équipe d'étoiles de la ligue. Poursuivant sa carrière avec les Indians de Springfield de la Ligue américaine de hockey pour lesquels il joue de 1959 à 1967 et où il obtient pas moins de six saisons de 20 buts ou plus, il aide les Indians à remporter trois Coupe Calder consécutives, soit de 1960 à 1962.
En mai 1967, alors que ses droits sont transférés à la nouvelle équipe d'expansion des Kings de Los Angeles, Kilrea effectue un retour dans la LNH et inscrit non seulement son premier but dans la ligue, mais également le premier de l'histoire des Kings.
Après un périple de 25 rencontres avec les Kings, il retourne au niveau mineur pour deux saisons avant d'annoncer son retrait de la compétition en tant que joueur.
En 2018, il est intronisé au Temple de la renommée de la LAH.

### Statistiques de joueur
| Saison     | Équipe                 | Ligue      |    | Saison régulière | Saison régulière | Saison régulière | Saison régulière | Saison régulière |   | Séries éliminatoires | Séries éliminatoires | Séries éliminatoires | Séries éliminatoires | Séries éliminatoires |
| Saison     | Équipe                 | Ligue      | PJ | B                | A                | Pts              | Pun              | PJ               | B | A                    | Pts                  | Pun                  |                      |                      |
| 1953-1954  | Tiger Cubs de Hamilton | AHO        | 58 | 26               | 34               | 60               | 69               | 6                | 1 | 2                    | 3                    | 6                    |                      |                      |
| 1954-1955  | Tiger Cubs de Hamilton | AHO        | 49 | 27               | 25               | 52               | 56               | 3                | 1 | 1                    | 2                    | 7                    |                      |                      |
| 1955-1956  | Bruins de Troy         | LIH        | 60 | 16               | 36               | 52               | 22               | 5                | 0 | 0                    | 0                    | 2                    |                      |                      |
| 1956-1957  | Bruins de Troy         | LIH        | 60 | 9                | 35               | 44               | 46               |                  |   |                      |                      |                      |                      |                      |
| 1957-1958  | Flyers d'Edmonton      | WHL        | 3  | 0                | 0                | 0                | 0                |                  |   |                      |                      |                      |                      |                      |
| 1957-1958  | Bruins de Troy         | LIH        | 58 | 30               | 35               | 65               | 25               |                  |   |                      |                      |                      |                      |                      |
| 1957-1958  | Red Wings de Détroit   | LNH        | 1  | 0                | 0                | 0                | 0                |                  |   |                      |                      |                      |                      |                      |
| 1958-1959  | Bruins de Troy         | LIH        | 54 | 33               | 60               | 93               | 44               | 5                | 2 | 3                    | 5                    | 17                   |                      |                      |
| 1959-1960  | Indians de Springfield | LAH        | 63 | 14               | 27               | 41               | 26               | 8                | 0 | 1                    | 1                    | 4                    |                      |                      |
| 1960-1961  | Indians de Springfield | LAH        | 70 | 20               | 67               | 87               | 47               | 8                | 1 | 5                    | 6                    | 2                    |                      |                      |
| 1961-1962  | Indians de Springfield | LAH        | 70 | 20               | 73               | 93               | 28               | 2                | 0 | 1                    | 1                    | 0                    |                      |                      |
| 1962-1963  | Indians de Springfield | LAH        | 72 | 25               | 50               | 75               | 34               |                  |   |                      |                      |                      |                      |                      |
| 1963-1964  | Indians de Springfield | LAH        | 72 | 22               | 61               | 83               | 28               |                  |   |                      |                      |                      |                      |                      |
| 1964-1965  | Indians de Springfield | LAH        | 71 | 23               | 54               | 77               | 18               |                  |   |                      |                      |                      |                      |                      |
| 1965-1966  | Indians de Springfield | LAH        | 70 | 13               | 47               | 60               | 14               | 6                | 3 | 1                    | 4                    | 0                    |                      |                      |
| 1966-1967  | Indians de Springfield | LAH        | 63 | 25               | 38               | 63               | 29               |                  |   |                      |                      |                      |                      |                      |
| 1967-1968  | Kings de Springfield   | LAH        | 38 | 7                | 25               | 32               | 14               | 4                | 0 | 3                    | 3                    | 0                    |                      |                      |
| 1967-1968  | Kings de Los Angeles   | LNH        | 25 | 3                | 5                | 8                | 12               |                  |   |                      |                      |                      |                      |                      |
| 1968-1969  | Canucks de Vancouver   | WHL        | 1  | 0                | 1                | 1                | 0                |                  |   |                      |                      |                      |                      |                      |
| 1968-1969  | Americans de Rochester | LAH        | 33 | 2                | 11               | 13               | 4                |                  |   |                      |                      |                      |                      |                      |
| 1968-1969  | Oilers de Tulsa        | LCH        | 24 | 11               | 25               | 36               | 12               | 4                | 0 | 1                    | 1                    | 0                    |                      |                      |
| 1969-1970  | Spurs de Denver        | WHL        | 32 | 5                | 14               | 19               | 18               |                  |   |                      |                      |                      |                      |                      |
| Totaux LNH | Totaux LNH             | Totaux LNH | 26 | 3                | 5                | 8                | 12               |                  |   |                      |                      |                      |                      |                      |

## Carrière d'entraîneur
À la suite de sa retraite, il débute en tant qu'entraîneur-chef au niveau amateur avant d'accepter en 1974 le poste d'entraîneur des 67 d'Ottawa de la Ligue de hockey de l'Ontario.
Il remporte avec ces derniers une première Coupe Memorial en 1984. Il agit ensuite en tant qu'entraîneur-adjoint de Al Arbour chez les Islanders de New York, et ce pour les deux saisons qui suivent. Il ne quitte pas pour autant son poste avec les 67 et dirige ceux-ci jusqu'en 1994.
Il doit cependant délaisser son poste d'entraîneur-chef pour la saison 1994-1995 après avoir connu des problèmes cardiaques. Il s'en tient alors pour cette saison à un poste de dépisteur mais revient dès la saison suivante derrière le banc d'Ottawa, obtenant du même coup le poste de directeur-général de l'équipe. Il la guide jusqu'à une deuxième coupe Memorial en 1999, après être devenu le 17 janvier 1997 l'entraîneur junior canadien ayant obtenu le plus grand nombre de victoires alors que son équipe l'emporte par la marque de 6 à 0 sur les Centennials de North Bay. Sa 742e victoire le fait alors dépasser l'ancienne marque détenue par l'ancien entraîneur des Winter Hawks de Portland Ken Hodge.
Après avoir inscrit sa 1 000e victoire dans la Ligue canadienne de hockey en 2002-2003, il est intronisé moins d'un mois plus tard au Temple de la renommée du hockey en tant que bâtisseur. Il se retire en tant qu'entraîneur-chef des 67 d'Ottawa après la saison 2008-2009 mais conserve son poste de directeur-général de l'organisation.

### Statistiques d'entraîneur
| Saison     | Équipe      | Ligue      | PJ    | V     | D   | N   | DP | Pts   | Classement          | Séries éliminatoires                               |
| ---------- | ----------- | ---------- | ----- | ----- | --- | --- | -- | ----- | ------------------- | -------------------------------------------------- |
| 1974-1975  | 67 d'Ottawa | AHO        | 70    | 33    | 30  | 7   | —  | 73    | 4e de la ligue      | défaite en 1re ronde                               |
| 1975-1976  | 67 d'Ottawa | AHO        | 66    | 34    | 23  | 9   | —  | 77    | 2eDivision Leyden   | défaite en 3e ronde                                |
| 1976-1977  | 67 d'Ottawa | AHO        | 66    | 38    | 23  | 5   | —  | 81    | 1er Division Leyden | Vainqueur de la Coupe J.-Ross-Robertson            |
| 1977-1978  | 67 d'Ottawa | AHO        | 68    | 43    | 18  | 7   | —  | 93    | 1er Division Leyden | défaite en 3e ronde                                |
| 1978-1979  | 67 d'Ottawa | AHO        | 68    | 30    | 38  | 0   | —  | 60    | 4e Division Leyden  | défaite en 1re ronde                               |
| 1979-1980  | 67 d'Ottawa | AHO        | 68    | 45    | 20  | 3   | —  | 93    | 2eDivision Leyden   | défaite en 3e ronde                                |
| 1980-1981  | 67 d'Ottawa | LHO        | 68    | 45    | 20  | 3   | —  | 93    | 2e Division Leyden  | défaite en 2e ronde                                |
| 1981-1982  | 67 d'Ottawa | LHO        | 68    | 47    | 19  | 2   | —  | 96    | 1er Division Leyden | défaite en finale                                  |
| 1982-1983  | 67 d'Ottawa | LHO        | 70    | 46    | 21  | 3   | —  | 95    | 1er Division Leyden | défaite en 3e ronde                                |
| 1983-1984  | 67 d'Ottawa | LHO        | 70    | 50    | 18  | 2   | —  | 102   | 1er Division Leyden | Vainqueur de la Coupe Memorial                     |
| 1986-1987  | 67 d'Ottawa | LHO        | 66    | 33    | 28  | 5   | —  | 71    | 3e Division Leyden  | défaite en 2e ronde                                |
| 1987-1988  | 67 d'Ottawa | LHO        | 66    | 38    | 26  | 2   | —  | 78    | 2e Division Leyden  | défaite en 3e ronde                                |
| 1988-1989  | 67 d'Ottawa | LHO        | 66    | 30    | 32  | 4   | —  | 64    | 5e Division Leyden  | défaite en 2e ronde                                |
| 1989-1990  | 67 d'Ottawa | LHO        | 66    | 38    | 26  | 2   | —  | 78    | 4e Division Leyden  | défaite en 1re ronde                               |
| 1990-1991  | 67 d'Ottawa | LHO        | 66    | 39    | 25  | 2   | —  | 80    | 4e Division Leyden  | défaite en 2e ronde                                |
| 1991-1992  | 67 d'Ottawa | LHO        | 66    | 32    | 30  | 4   | —  | 68    | 6e Division Leyden  | défaite en 2e ronde                                |
| 1992-1993  | 67 d'Ottawa | LHO        | 66    | 16    | 42  | 8   | —  | 40    | 8e Division Leyden  | Hors des séries                                    |
| 1993-1994  | 67 d'Ottawa | LHO        | 66    | 33    | 22  | 11  | —  | 77    | 2e Division Leyden  | défaite en 3e ronde                                |
| 1995-1996  | 67 d'Ottawa | LHO        | 66    | 39    | 22  | 5   | —  | 83    | 1er Division Est    | défaite en 2e ronde                                |
| 1996-1997  | 67 d'Ottawa | LHO        | 66    | 49    | 11  | 6   | —  | 104   | 1er Division Est    | défaite en finale                                  |
| 1997-1998  | 67 d'Ottawa | LHO        | 66    | 40    | 17  | 9   | —  | 89    | 1er Division Est    | défaite en finale                                  |
| 1998-1999  | 67 d'Ottawa | LHO        | 68    | 48    | 13  | 7   | —  | 103   | 1er Division Est    | défaite en 2e ronde Vainqueur de la Coupe Memorial |
| 1999-2000  | 67 d'Ottawa | LHO        | 68    | 43    | 20  | 4   | 1  | 91    | 1er Division Est    | défaite en 2e ronde                                |
| 2000-2001  | 67 d'Ottawa | LHO        | 68    | 33    | 21  | 10  | 4  | 80    | 2e Division Est     | Vainqueur de la Coupe J.-Ross-Robertson            |
| 2001-2002  | 67 d'Ottawa | LHO        | 68    | 36    | 20  | 10  | 2  | 84    | 2e Division Est     | défaite en 2e ronde                                |
| 2002-2003  | 67 d'Ottawa | LHO        | 68    | 44    | 14  | 7   | 3  | 98    | 1er Division Est    | défaite en finale                                  |
| 2003-2004  | 67 d'Ottawa | LHO        | 68    | 29    | 26  | 9   | 4  | 71    | 1er Division Est    | défaite en 1re ronde                               |
| 2004-2005  | 67 d'Ottawa | LHO        | 68    | 34    | 26  | 7   | 1  | 76    | 2e Division Est     | défaite en finale                                  |
| 2005-2006  | 67 d'Ottawa | LHO        | 68    | 29    | 31  | —   | 8  | 66    | 4e Division Est     | défaite en 1re ronde                               |
| 2006-2007  | 67 d'Ottawa | LHO        | 68    | 30    | 34  | —   | 4  | 64    | 4e Division Est     | défaite en 1re ronde                               |
| 2007-2008  | 67 d'Ottawa | LHO        | 68    | 29    | 34  | —   | 5  | 63    | 3e Division Est     | défaite en 1re ronde                               |
| 2008-2009  | 67 d'Ottawa | LHO        | 68    | 40    | 21  | —   | 7  | 87    | 2e Division Est     | défaite en 1re ronde                               |
| Totaux LHO | Totaux LHO  | Totaux LHO | 2 156 | 1 193 | 771 | 153 | 39 | 2 578 |                     |                                                    |

## Honneurs et trophées

### En tant que joueur
- Ligue américaine de hockey :
  - Vainqueur de la Coupe Calder remis au champion des séries en 1960, 1961 et 1962.

### En tant qu'entraîneur
- Ligue de hockey de l'Ontario :
  - Vainqueur du trophée Matt-Leyden remis à l'entraîneur de l'année en 1981, 1982, 1996 et 1997.
  - Vainqueur du tournoi de la Coupe Memorial en 1984 et 1999.

### Autre
- Intronisé au Temple de la renommée du hockey en 2003.

## Transactions en carrière
- mai 1967 : droits transférés aux Kings de Los Angeles après que ceux-ci ont acheté les Indians de Springfield.
- 13 juin 1968 : réclamé par les Canucks de Vancouver au repêchage de retour.
- janvier 1970 : réclamé au ballotage par les Spurs de Denver.